# Баба, Масао
Масао Баба (яп. 馬場 正郎 Баба Масао, 7 января 1892 — 7 августа 1947) — генерал-лейтенант Императорской армии Японии в годы Второй мировой войны.
Был уроженцем префектуры Кумамото. В 1912 году он окончил Рикугун сикан гакко со специализацией по кавалерии и был зачислен в 5-й кавалерийский полк. В 1921 году закончил Рикугун дайгакко. В 1933—1935 годах был инструктором кавалерийской школы. В 1935 году был произведён в полковники, в 1935—1938 годах командовал 2-м кавалерийским полком.
Во время войны с Китаем был направлен во Внутреннюю Монголию. В июле 1938 года был произведён в генерал-майоры и стал командующим 3-й кавалерийской бригадой. С 1939 по 1940 годы был штабным офицером в Инспекции кавалерии. Со 2 декабря 1940 года по 1 октября 1941 года был главнокомандующим кавалерийскими операциями. В августе 1941 года был произведён в генерал-лейтенанты.
После начала войны на Тихом океане стал командиром 53-й дивизии. 25 сентября 1943 года стал командиром 4-й дивизии, размещавшейся на острове Суматра. В конце 1944 года возглавил размещавшуюся на Борнео 37-ю армию, одновременно выполняя функции военного губернатора Сабаха. 10 сентября 1945 года капитулировал перед австралийским генерал-майором Джорджем Вуттеном.
В 1947 году был осуждён в Рабауле по обвинению в совершении военных преступлений в годы войны, и по приговору суда был повешен 7 августа 1947 года.